# LJN Toys, Ltd.
LJN Toys, Ltd. var ett amerikanskt leksaksföretag och spelutgivare verksam från 1970 till 1995. Det tillverkade leksaker, batteridrivna vattenpistoler och datorspel baserat på filmer, tv-program och kändisar. Det var huvudkontor i Midtown Manhattan, New York City, och senare i Lyndhurst, New Jersey. LJN introducerade Entertech-linjen av batteridrivna vattenpistoler 1986.